# Андрій Мерінов
Андрій Мерінов (нар. 23 червня 1971) — колишній російський тенісист.
Найвищу одиночну позицію світового рейтингу — 141 місце досяг 16 червня 1997, парну — 138 місце — 26 липня 1993 року.

## Титули на челленджерах

### Одиночний розряд: (2)
| Ранг | Рік  | Турнір                   | Покриття | Суперник у фіналі     | Рахунок у фіналі |
| ---- | ---- | ------------------------ | -------- | --------------------- | ---------------- |
| 1.   | 1993 | Айзенах, Німеччина       | Ґрунт    | Карстен Браш          | 6–3, 2–6, 7–5    |
| 2.   | 1997 | Пуерто-Вальярта, Мексика | Тверде   | Марк Ноулз (тенісист) | 6–3, 7–6         |

### Парний розряд: (1)
| Ранг | Рік  | Турнір            | Покриття | Партнер     | Суперники у фіналі               | Рахунок у фіналі |
| ---- | ---- | ----------------- | -------- | ----------- | -------------------------------- | ---------------- |
| 1.   | 1993 | Тенерифе, Іспанія | Тверде   | Гірт Дзелде | Йонас Бйоркман Мікаель Мортенсен | 6–3, 6–4         |